# 182ª Squadriglia
La 182ª Squadriglia fu operativa da luglio 1918 sull'Aeroporto di Brescia-Ghedi con aerei da bombardamento Caproni.

## Storia

### Prima guerra mondiale
La 182ª Squadriglia nasce all'Aeroporto di Brescia-Ghedi nel giugno 1918 al Centro Formazione Squadriglie, dal 5 luglio è inquadrata nel XXII Gruppo (poi 22º Gruppo) e viene mobilitata il 13 luglio.
É comandata dal Capitano Cola Leone De Renzis che dispone di altri 17 piloti tra cui il Capitano Raffaele Tarantini, 7 osservatori, 17 soldati mitraglieri e 3 triplani Caproni Ca.40.
Il nuovo aereo aveva problemi al motore Fiat A.12 ed al sistema di alimentazione che causavano degli incidenti.
Dopo i gravi incidenti del 17 luglio i voli vengono sospesi dalla DTAM ma comunque il 18 luglio un Ca. partecipa al bombardamento di Lavis con De Renzis ed il Sergente pilota Mario Occa.
Dal 9 settembre tutte le squadriglie Ca.40 transitano nella Regia Marina ed il reparto si sposta nell'Aeroporto di Poggio Renatico.
Nell'ambito della Battaglia di Vittorio Veneto il 23 ottobre la Marina li presta all'Esercito per entrare nella Massa da Bombardamento.
Il 26 ottobre 3 Ca. bombardano la stazione di Conegliano di giorno ed il 28 4 Ca attaccano Motta di Livenza ma 2 Ca vengono colpiti dall'antiaerea atterrando in emergenza a Quinto di Treviso e Ponte di Brenta.
Il 30 un Ca. attacca truppe sulla strada da Sacile a Pordenone ed il 2 novembre un Ca. bombarda il ponte di Latisana.
Il 4 novembre dispone di 3 Ca. operativi con altri 2 piloti, 5 osservatori e 14 mitraglieri dopo aver svolto nella guerra 10 voli di bombardamento, sganciando 200 bombe ed oltre 160 bombe a mano.
Viene sciolta il 15 marzo 1919.

### Seconda guerra mondiale
Al 10 giugno 1940 la 182ª Squadriglia Autonoma Ricognizione Marittima era a Nisida con 4 CANT Z.501 per il Comando Dipartimento Marittimo Basso Tirreno nell'Aviazione ausiliaria per la Marina.
A luglio 1942 disponeva di 4 CANT Z.506 a Nisida dove a metà aprile 1943 ne aveva 5 esemplari.